# Achoerodus gouldii
Achoerodus gouldii là một loài cá biển thuộc chi Achoerodus trong họ Cá bàng chài. Loài này được mô tả lần đầu tiên vào năm 1843.

## Từ nguyên
Từ định danh gouldii được đặt theo tên của John Gould, nhà điểu học người Anh, là người đã thu thập mẫu định danh của loài cá này trong một chuyến đi đến Úc.

## Phạm vi phân bố và môi trường sống
A. gouldii là loài đặc hữu của vùng biển phía nam nước Úc, được ghi nhận từ quần đảo Houtman Abrolhos và bờ biển Geraldton (Tây Úc) trải dài theo bờ biển phía nam đến eo biển Bass.
A. gouldii sinh sống ở các rạn san hô gần bờ khi còn nhỏ và khi trưởng thành, chúng sẽ bơi đến vùng biển sâu hơn. Độ sâu lớn nhất mà A. gouldii được tìm thấy là 100 m.

## Loài bị đe dọa
A. gouldii là đối tượng bị nhắm đến trong ngành câu cá giải trí và đánh bắt thương mại. Quần thể của loài cá này đã bắt đầu suy giảm đáng kể vào những năm 1980, đặc biệt là ở vùng biển Tây Úc. Chính vì vậy, A. gouldii được xếp vào Loài sắp nguy cấp theo IUCN.
Năm 2007, Nam Úc ra luật cấm đánh bắt A. gouldii tại vịnh Saint Vincent và vịnh Spencer. Tháng 4 năm 2011, cả A. gouldii và Achoerodus viridis đều được bảo vệ hoàn toàn trong vùng biển bang Victoria.
Còn tại Tây Úc, A. gouldii được bảo vệ hoàn toàn trong khu bảo tồn biển tại đảo Rottnest, những khu vực còn lại thì áp dụng những biện pháp hạn chế trong nghề cá thương mại.

## Mô tả
Chiều dài lớn nhất được ghi nhận ở A. gouldii là 175 cm. Đây là loài có kích thước lớn thứ hai của họ Cá bàng chài, chỉ xếp sau mỗi Cheilinus undulatus.
Cá cái thường có màu xanh lục (hoặc nâu đỏ nhạt), chuyển thành màu xanh lam thẫm đến xanh xám ở cá đực. Cá con lốm đốm các chấm trắng trên lưng.
Số gai ở vây lưng: 11; Số tia vây ở vây lưng: 11; Số gai ở vây hậu môn: 3; Số tia vây ở vây hậu môn: 11; Số tia vây ở vây ngực: 16–18; Số gai ở vây bụng: 1; Số tia vây ở vây bụng: 5.

## Sinh thái học

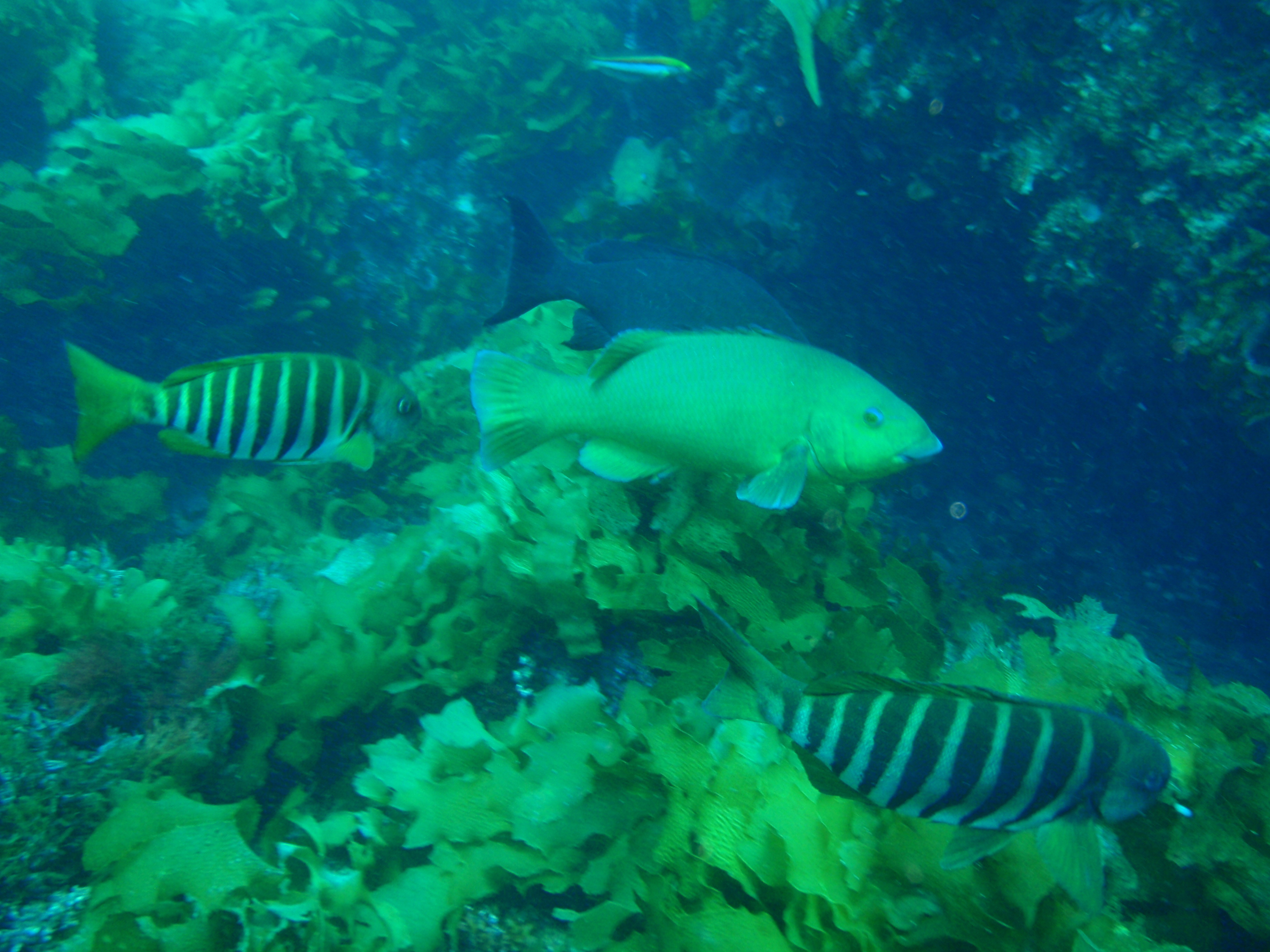
A. gouldi cái và hai con Girella zebra (một loài thuộc họ Cá dầm)

A. gouldii là một loài lưỡng tính tiền nữ (protogynous hermaphrodite), tức là cá đực trưởng thành đều phải trải qua giai đoạn trung gian là cá cái. Cá đực thường sống thành nhóm cùng với bầy cá cái trong hậu cung của nó, trong đó có 1–2 con cá cái đã trưởng thành hoàn toàn; nếu con đực đầu đàn chết đi, con cái trưởng thành này sẽ chuyển thành cá đực và thống trị cả bầy.
Tuổi thọ lớn nhất được biết đến ở loài cá này là 70 năm tuổi, với trọng lượng lớn nhất được ghi nhận là 40 kg. Mùa sinh sản của A. gouldii diễn ra từ tháng 6 đến tháng 10, đỉnh điểm là vào tháng 8. A. gouldii có tốc độ tăng trưởng chậm. Cá cái trưởng thành khi đạt đến chiều dài trung bình khoảng 65 cm (độ tuổi của chúng ở kích thước này là khoảng 15 đến 19 năm), và chúng bắt đầu chuyển đổi sang cá đực khi đạt đến chiều dài trung bình là 82 cm (khoảng 35 năm tuổi trở lên).
Thức ăn của A. gouldii là các loài cá nhỏ hơn, động vật giáp xác, động vật thân mềm, cầu gai và sao biển.

## Thương mại
A. gouldii là một loài có giá trị thương mại ở Úc. Ở Tây Úc, loài này có sản lượng đánh bắt nhiều thứ hai chỉ sau Nemadactylus valenciennesi (dựa theo số liệu thống kê năm 1994–1999).